# Líbia zászlaja
Líbia zászlaja a monarchia idejéből származik és hosszú szünet után 2011-ben lett újra hivatalos.

## Története
Líbia 1951. december 24-én vált függetlenné Olaszországtól. Az új állam zászlaja piros, fekete és zöld csíkból állt, a fekete sáv közepén egy fehér félholddal és csillaggal. 1969-ben, a katonai puccs után vörös-fehér-fekete sávos lobogót bontottak. Amikor 1972-ben az ország tagja lett az Arab Köztársaságok Szövetségének, a zászló közepére egy szalagot tartó arany sólyom került.
A monokróm zöld zászlót 1977-ben adoptálták, miután az ország kilépett az Arab Köztársaságok Szövetségéből.

### Polgárháború
A 2011-es polgárháború kitörésekor Kadhafi ellenfelei az 1951-es trikolórt adoptálták. Az Átmeneti Nemzeti Tanács 2011. augusztus 3-án fogadta el hivatalos zászlóként.

csillag és hold nélkül
egyforma sávokkal
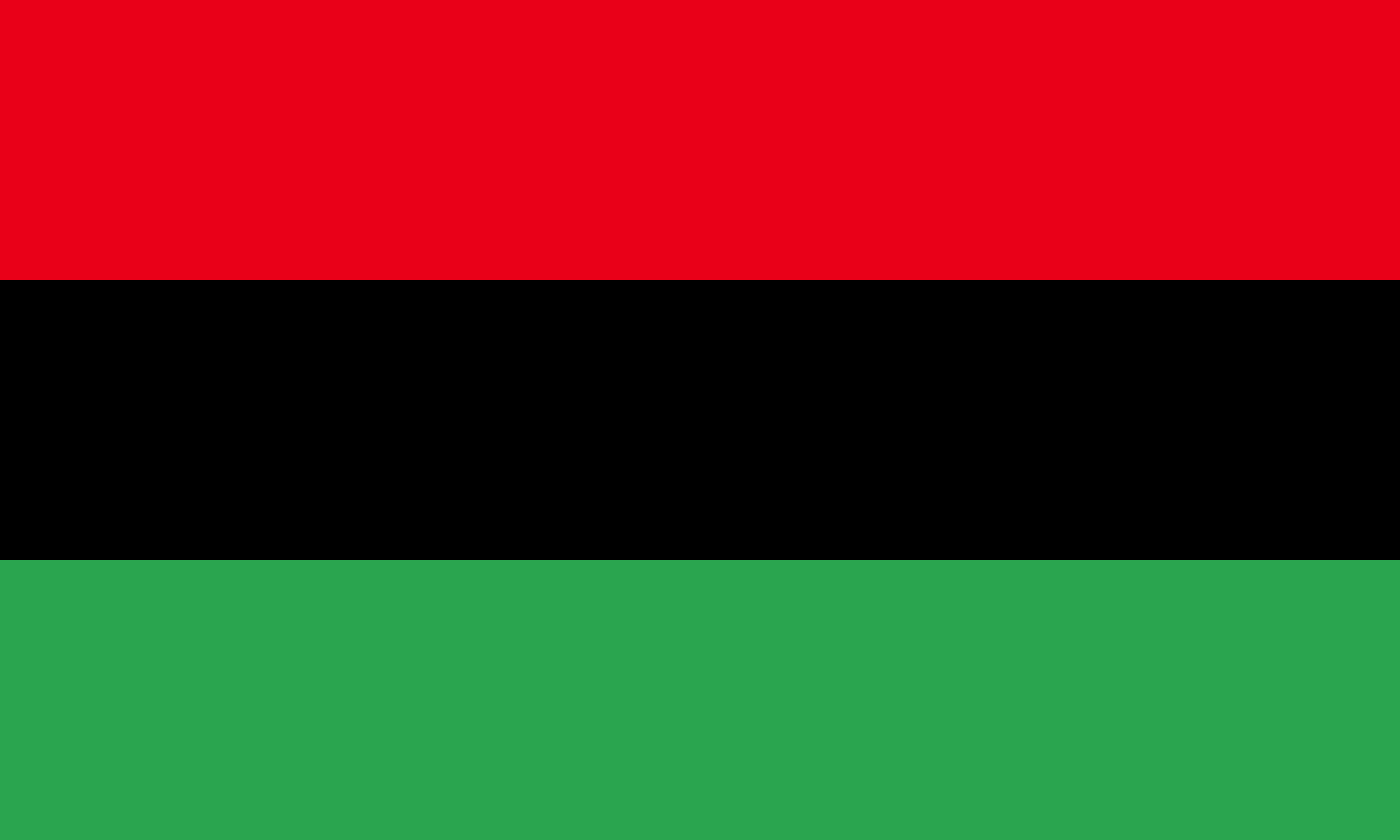
egyforma sávokkal, csillag és hold nélkül

## Történelmi zászlók

1951-1969 között, ill. 2011-től
1969-1972 között
1972-1977 között
1977-2011 között, a Líbiai Arab Köztársaság zászlaja